# Otok na Dobri
Otok na Dobri is een plaats in de gemeente Bosiljevo in de Kroatische provincie Karlovac. De plaats telt 67 inwoners (2001).